# Méthionyl-ARNt formyltransférase
La méthionyl-ARNt formyltransférase (EC 2.1.2.9) est une enzyme qui catalyse la réaction suivante : 
10-formyltétrahydrofolate + L-méthionyl-ARNtfMet + H2O {\displaystyle \rightleftharpoons } tétrahydrofolate + N-formylméthionyl-ARNtfMet
Cette enzyme appartient à la famille des transférases qui transfèrent des groupes à un carbone, en particulier les transférases hydroxyméthyl-, formyl- et apparentées. Le nom systématique de cette classe d'enzymes est 10-formyltétrahydrofolate:L-méthionyl-ARNt N-formyltransférase. D'autres noms d'usage courant incluent N10-formyltétrahydrofolique-méthionyl-transfert ribonucléique, transformylase, formylméthionyl-transfert ribonucléique synthétase, méthionyl ribonucléique formyltransférase, méthionyl-tRNA Met formyltransférase, méthionyl-tRNA transformylase, méthionyl-ARNt-transformylase et la transformylase ribonucléique à transfert de méthionyle. Cette enzyme participe à 3 voies métaboliques : le métabolisme de la méthionine, formation d'un pool de carbone par le folate et la biosynthèse de l'aminoacyl-ARNtfMet.
Chez les bactéries, le processus de formylation de la méthionine de l'ARNt initiateur fMet, n'est pas essentielle pour la survie. Cependant son inactivation induit un défaut de croissance important et modifie la morphologie des colonies. 
La protéine permettant le processus de formylation chez Escherichia coli s'appelle Fmt et est codée par le gène fmt .

## Études structurelles
En 2007, deux structures avaient été élucidées pour cette classe d'enzymes, avec les numéros d'accession PDB : 1FMT et 2FMT.

## Autres références
- Dickerman HW, Steers E Jr, Redfield BG, Weissbach H, « Methionyl soluble ribonucleic acid transformylase. I. Purification and partial characterization », J. Biol. Chem., vol. 242, no 7,‎ 1967, p. 1522–5 (PMID 5337045)
- Mazel D, Pochet S, Marliere P, « Genetic characterization of polypeptide deformylase, a distinctive enzyme of eubacterial translation », EMBO J., vol. 13, no 4,‎ 1994, p. 914–23 (PMID 8112305, PMCID 394892, DOI 10.1002/j.1460-2075.1994.tb06335.x)